# Połota
Połota (Wąs, Wąsowicz) – polski herb szlachecki z nobilitacji.

## Opis herbu
W polu czerwonym, ramię srebrne, przeszyte takąż strzałą, trzymające płonącą pochodnię.
Klejnot – dwie wieże srebrne z daszkami czerwonymi, płonące.
Labry czerwone, podbite srebrem.
Według Szymańskiego wieże w klejnocie są całe czerwone i nie płoną. Ponadto Szymański rysuje ramię odziane rękawem.

## Najwcześniejsze wzmianki
Nobilitacja Walentego Wąsowicza z 1 stycznia 1580.

## Herbowni
Palej, Połotyński, Pomarzański, Pomaski, Pototyński, Szuma, Wąs, Wąsowicz.